# Alabagrus festivus
Alabagrus festivus är en stekelart som först beskrevs av Günther Enderlein 1920.  Alabagrus festivus ingår i släktet Alabagrus och familjen bracksteklar. Inga underarter finns listade i Catalogue of Life.